# 10598 Markrees
10598 Markrees è un asteroide della fascia principale. Scoperto nel 1996, presenta un'orbita caratterizzata da un semiasse maggiore pari a 2,6087728 UA e da un'eccentricità di 0,1543762, inclinata di 1,58630° rispetto all'eclittica.